# Mexicaanse gouverneursverkiezingen 2007

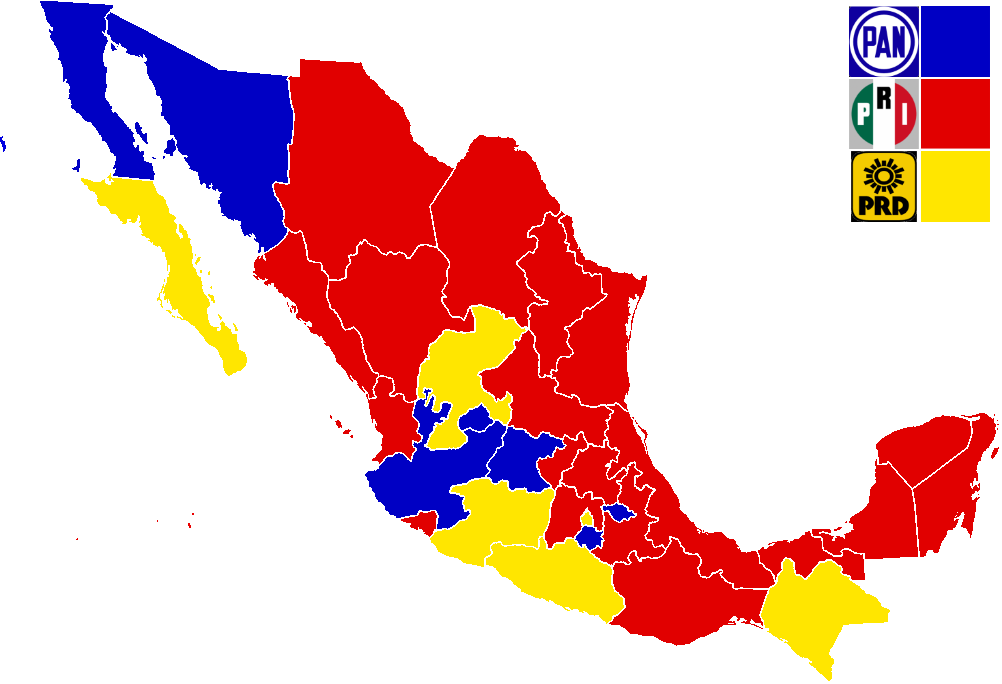
Politieke achtergrond van de huidige gouverneurs

In verschillende Mexicaanse staten werden in 2007 gouverneursverkiezingen gehouden:

## Yucatán
In Yucatán zullen op 20 mei gouverneursverkiezingen plaatsvinden. Voor het eerst in de moderne geschiedenis van Mexico zullen aan deze verkiezing onafhankelijke kandidaten, kandidaten die niet aan een partij zijn verbonden, deelnemen. Dit is mogelijk gemaakt door een wijziging in de grondwet van Yucatán, die is goedgekeurd door het Mexicaanse hooggerechtshof.
Ivonne Ortega, kandidaat van de Institutioneel Revolutionaire Partij (PRI), wist de verkiezing enigszins verrassend te winnen. Zij bleef Xavier Abreu van de Nationale Actiepartij (PAN) ongeveer vijf procent voor.

## Neder-Californië
In Neder-Californië vonden op 5 augustus gouverneursverkiezingen plaats. De verkiezingen waren vooraf al omstreden daar de PAN verzocht de verkiezingen te vervroegen in het kadel van electorale hervormingen, terwijl PRI-kandidaat Jorge Hank Rhon tegen de Neder-Californische vroegtijdig aftrad als burgemeester van Tijuana om aan de gouverneursverkiezingen deel te nemen, iets wat het hoogste gerechtshof van de staat eerst verbood maar in een latere beslissing toch goedkeurde. Hank leek volgens de peilingen de verkiezingen te gaan winnen, wat een grote klap voor de PAN zou zijn, aangezien de partij in 1989 in Neder-Californië voor het eerst een gouverneurszetel wist te halen, wat tevens de eerste niet-PRI-gouverneur in meer dan een halve eeuw was. Bovendien staat Hank Rhon berucht wegens zijn vermeende corruptie en werd hij door zijn tegenstanders als demagoog gezien. Zowel aanhangers van Hank als die van PAN-kandidaat José Guadalupe Osuna Millán beschuldigden voor de verkiezingen de ander ervan de verkiezing te willen stelen. Uiteindelijk bleek de verkiezing rustig en eerlijk te verlopen, en wist Osuna Millán enigszins tegen de verwachting in met 50,4% van de stemmen te winnen tegen 44,0% voor Hank.

## Michoacán
In Michoacán vonden op 11 november gouverneursverkiezingen plaats. De verkiezingen werden gewonnen door Leonel Godoy van de Partij van de Democratische Revolutie (PRD), die 38% van de stemmen haalde, en daarmee Salvador López Orduña van de PAN en Jesús Reyna García van de PRI voorbleef.